# Ovie Soko
Ovie Paul Soko (Londra, 7 febbraio 1991) è un cestista britannico.

## Carriera
È nato a Londra il 7 febbraio 1991 ma cresce negli Stati Uniti ad Hampton in Virginia. Inizia a giocare alla Bethel High School dove fa registrare 14,5 punti, 7,5 rimbalzi e 4,0 assist, mentre nell'anno da senior gioca per l'Hampton Roads Academy (17,1 punti, 8,6 rimbalzi, 2,3 palle rubate e 1,5 stoppate per gara). Terminata l'high school si trasferisce a Birmingham (Alabama) per frequentare il college alla University of Alabama at Birmingham (UAB).
Nell'anno da freshman, 2009-10, gioca 28 gare con 1,5 punti e 1,9 rimbalzi di media, ma già nel successivo anno mostra già tutti i suoi miglioramenti risultando il giocatore con maggior progressi nella squadra dei Blazers. Chiude l'anno da sophomore con 30 gare giocate (di cui 29 in quintetto) e una media di 9,1 punti e 5,8 rimbalzi. Nella stagione 2011-12, cambia il proprio numero di maglia da 32 a 0 e chiude l'anno da junior con 8,3 punti e 6,8 rimbalzi di media in 30 gare, di cui 24 in quintetto.
Per l'anno da senior (2013-14) si trasferisce alla Duquesne University e gioca per i Duquesne Dukes. Qui gioca tutte e 30 le gare dall'inizio e chiude 18,4 punti e 8 rimbalzi diventando il primo giocatore dei Duquesne, dopo Bryant McAllister (19,7 punti di media nel 2006) e settimo nella storia dei Dukes a guidare la classifica marcatori nell'Atlantic 10. Inoltre è stato l'unico giocatore dell'Atlantic 10 a risultare tra i primi 10 nei punti e nei rimbalzi.
Nel 2014 inizia la sua carriera da professionista: il 3 agosto 2014, firma un contratto con Boulazac Dordogneof nella LNB Pro B in Francia. Qui gioca 37 partite con una media di 12,9 punti, 5,4 rimbalzi, 1,1 assist e 1,1 rubate ed aiuta il proprio team ad arrivare sino alle semifinali promozione.
Il 22 dicembre 2015 firma in Grecia per il Trikala BC e chiude il suo secondo anno da professionista con 16,9 punti, 7,7 rimbalzi e 2,3 assist risultando il miglior giocatore della squadra.
Il 10 aprile 2016, al termine del campionato greco, l'Enel Brindisi ufficializza l'arrivo di Ovie Soko in Puglia sino al termine della stagione.

## Statistiche

### College
| Anno      | Squadra        | PG  | PT | MP   | TC%  | 3P%  | TL%  | RP  | AP  | PRP | SP  | PP   |
| --------- | -------------- | --- | -- | ---- | ---- | ---- | ---- | --- | --- | --- | --- | ---- |
| 2009-2010 | UAB Blazers    | 28  | 6  | 10,1 | 31,4 | 12,5 | 78,3 | 1,9 | 0,1 | 0,1 | 0,1 | 1,5  |
| 2010-2011 | UAB Blazers    | 30  | 29 | 27,7 | 50,5 | 20,0 | 59,1 | 5,8 | 0,7 | 0,5 | 0,9 | 9,1  |
| 2011-2012 | UAB Blazers    | 30  | 24 | 28,2 | 46,8 | 16,7 | 59,4 | 6,8 | 1,7 | 0,9 | 0,4 | 8,3  |
| 2013-2014 | Duquesne Dukes | 30  | 30 | 31,0 | 46,7 | 27,5 | 67,5 | 8,0 | 1,7 | 0,9 | 0,6 | 18,4 |
| Carriera  | Carriera       | 118 | 89 | 24,5 | 47,0 | 23,8 | 64,6 | 5,7 | 1,1 | 0,6 | 0,5 | 9,4  |

### Eurocup
| Anno      | Squadra      | PG | PT | MP   | TC%  | 3P%  | TL%  | RP  | AP  | PRP | SP  | PP   |
| --------- | ------------ | -- | -- | ---- | ---- | ---- | ---- | --- | --- | --- | --- | ---- |
| 2016-2017 | Murcia       | 5  | 3  | 16,3 | 66,7 | 100  | 60,0 | 2,8 | 1,0 | 0,0 | 0,4 | 5,6  |
| 2022-2023 | London Lions | 8  | 4  | 21,3 | 53,9 | 50,0 | 79,1 | 6,1 | 2,1 | 0,9 | 0,1 | 11,4 |
| Carriera  | Carriera     | 13 | 7  | 19,4 | 56,7 | 75,0 | 75,5 | 4,8 | 1,7 | 0,5 | 0,2 | 9,2  |

## Love Island
Nel 2019 partecipa alla quinta serie del reality britannico Love Island con India Reynolds.

## Palmarès

### Individuale
- Basketball Champions League Star Lineup: 1

Murcia: 2017-18
- Basketball Champions League Second Best Team

Murcia: 2018-19